# (12580) Antonini
(12580) Antonini (1999 RM33) – planetoida z pasa głównego asteroid okrążająca Słońce w ciągu 5,36 lat w średniej odległości 3,06 j.a. Odkryta 8 września 1999 roku.